# San Pedro de Mérida
San Pedro de Mérida è un comune spagnolo di 825 abitanti situato nella comunità autonoma dell'Estremadura.